# Crypsithyris crococoma
Crypsithyris crococoma är en fjärilsart som beskrevs av Edward Meyrick 1934. Crypsithyris crococoma ingår i släktet Crypsithyris och familjen äkta malar. Inga underarter finns listade i Catalogue of Life.